# Viburnum hartwegii
Viburnum hartwegii är en desmeknoppsväxtart som beskrevs av George Bentham. Viburnum hartwegii ingår i släktet olvonsläktet, och familjen desmeknoppsväxter. Inga underarter finns listade i Catalogue of Life.